# Chiesa di San Cesareo in Palatio
San Cesareo in Palatio o de Palatio è stato un oratorio sorto sul Palatino all'interno del palazzo imperiale alla fine del IV secolo, quando per volere dell'imperatore Valentiniano III vi furono trasportate le reliquie dei santi Cesareo di Terracina e Giuliano presbitero e martire.
Nel 603 è ancora attestata la sua funzione pubblica-ufficiale di rappresentanza imperiale con la cerimonia celebrata da Papa Gregorio Magno della traslazione nell'edificio delle icone della coppia imperiale Foca e Leonzia.
Nell'VIII secolo l'oratorio fu mantenuto in vita dopo l'abbandono dei palazzi imperiali da un monastero di monaci greci ed esisteva ancora nel XIV secolo. I resti sono stati identificati dall'archeologo Alfonso Bartoli nel 1907 in un ambiente della Domus Augustana nel quale era stata ricavata un'abside e nel quale al momento della scoperta si vedevano ancora tracce di affreschi. Il monastero sarebbe identificabile con alcuni ambienti nell'ala occidentale del complesso che conservava un arcosolio e dipinti dell'VIII secolo.
Nel XVI secolo l'oratorio sul Palatino era invece scomparso e fu confuso con la chiesa di San Cesareo de Appia, situata sulla via Appia, che ne perpetuò il nome come titolo cardinalizio di San Cesareo in Palatio dal 1517.
Il 15 febbraio 1145 vi si svolse il l'elezione al soglio pontificio dell'abate cistercense Pietro Bernardo dei Paganelli, che prese il nome di papa Eugenio III.